# Madrás (stát)
Stát Madrás byl v letech 1950 – 1969 jedním z indických států rozkládající se na samotném jihu Indie od Bengálského zálivu k Arabskému moři a zaujímající oblasti dnešního státu Tamilnádu, částečně státu Kérala a několika dalších menších území. Na základě tzv. State Reorganisation Act došlo k nejprve k přerozdělení hranic na základě jazyka obyvatel zde žijících (nikoli náboženské příslušnosti) a v roce 1969 došlo k přejmenování státu na Tamilnádu. Stát Madrás logicky navazoval na původní provincii Madrás, která byla pod britskou správou vybudována a spravována v letech 1801 až 1947. Hlavní městem byl Fort St. George, později přejmenovaný na Madrás a v letech indické suverenity na Chennai.

## Geografie
Rozloha státu Madras byla 392 888 km² celkové plochy, ohraničena v nejsevernějším místě indickým státem Urísa, dále pak tzv. centrální provinciemi Indie (státy Pradesh, Chhattisgarh a Maharashtra) také státem Hyderabad a regionem Dharwar státu Bombaj a nakonec královstvím Maisúr a provincií Coorg (Madikeri) Krom těchto uvedených stát Madras ještě zahrnoval ostrovy Laccadive Islands u pobřeží Malabaru v Indickém oceánu.

## Obyvatelstvo
V roce 1901 činil celkový počet obyvatel ve státě Madrás 42,397,522 rozděleno mezi Hindy (37,026,471), Muslimy (2,732,931), a Křesťany (1,934,480). Zhruba 14 mil. lidí hovořilo telugštinou, tamilštinou 15 mil. lidí, malaylamštinou 3 mil. lidí a cca. 1,5 mil. lidí hovořilo jazykem Kannada, zbytek různými dialekty a nářečími Drávidského původu.

## Historie
HIstorie state Madras, dříve provincie Madras je spojena s britskou kolonizací (okupací) východního pobřeží Indie, která započala v r. 1611, kdy byla založena první anglická osada v Mačilípatnamu. Zhruba 500 km jižněji založili Angličané v roce 1640 další osadu, kterou nazvali Fort St. George, což byl zárodek pozdější města Madras, dnes Chennai. Jihovýchod Indie byl rovněž v mocenském zájmu další velmocí, konkrétně Francii, která zde v roce 1674 koupila osadu Puduččéri, Tyto osady sloužily hlavně jako obchodní centra pro vývoz indického zboží do Evropy, prostřednictvím obchodních organizací, z nichž nejznámější byla anglická East India Company. Po mnoho let koexistovaly anglické i francouzské obchodní zájmy v tomto teritoriu vedle sebe bez konfliktů.
Situace se změnila díky Válce o rakouské dědictví, ve které byly Francie a Británie v nepřátelských pozicích a tato situace přesunula na východní pobřeží Indie, kde se jak francouzské tak britské síly snažily získat vliv u místních Indických knížat a lokálních vládců, později situace vyústila v ozbrojené konflikty, konkrétně v roce 1746 bylo město Madrás francouzskými vojáky pod vedením La Bourdonnaise, a Angličanům zůstal pouze Fort St. Davis. Na základě mírové smlouvy v Aix-la-Chapelle byl Madras zpět vrácen Angličanům. Postupně získaly britské jednotky navrh a jejich úsilí vyvrcholilo obsazením Arcotu v roce 1751 pod vedením Roberta Clive, kdy se podařilo získat pod svou kontrolu většinu teritoria, což vedlo ke vzniku provincie Madras v roce 1801.
V letech 1801 - 1858 byl Madrás součástí britské Indie (British India) a řízen (spravován) anglickou East India Company, toto období se vyznačovalo rychlým obsazováním dalších území, ať už pomocí zbraní čí diplomacie popř. obojího. Jednalo se např. Království Maisúr (Mysore) v roce 1831, Království Tančahúr (Thanjavur) v roce 1855 a další.
V letech 1858 - 1947 byl na základě výnosu královny Viktorie stát Madrás stejně jako celá Indie pod přímou vládou britské koruny, na základě legislativních výnosů, např. Government of India Act z r. 1919 se na vládě (správě) v zemi podíleli i Indové. Koncem 19. století zasáhly stát Madrás dva hladomory, které výrazně snížily populaci a způsobily lidové povstání.
Koncem 19. století se ve státě Madrás i celé Indii postupně rozšířilo obrozenecké hnutí, což postupně vyústilo ve vznik politických uskupení a stran, jednou z nejvýznamnějších byla Madras Mahajana Sabha. Politický vývoj vyústil v letech 1920 - 1937 ve státě Madrás do formy vlády diarchie, kdy došlo ke sdílení výkonu moci mezi demokraticky zvolenou vládou a britským autokratickým gubernátorem.
Nejznámějším představitelem hnutí za nezávislost Indie byl Mahatma Gándhi a jeho stoupenci. Gándhí uplatňoval politiku nenásilí a občanské neposlušnosti. I přesto proběhla celá řada protestů, které skončily ozbrojenými střety a mnoha oběťmi na životech. Boj za nezávislost vyvrcholil v roce 1947 kdy byl v parlamentu Velké Británie přijat tzv. Indian Independence Act, který rozdělil Britskou Indii na dvě nezávislé entity - Indii a Pákistán. Indická ústava pak byla přijata v roce 1950.

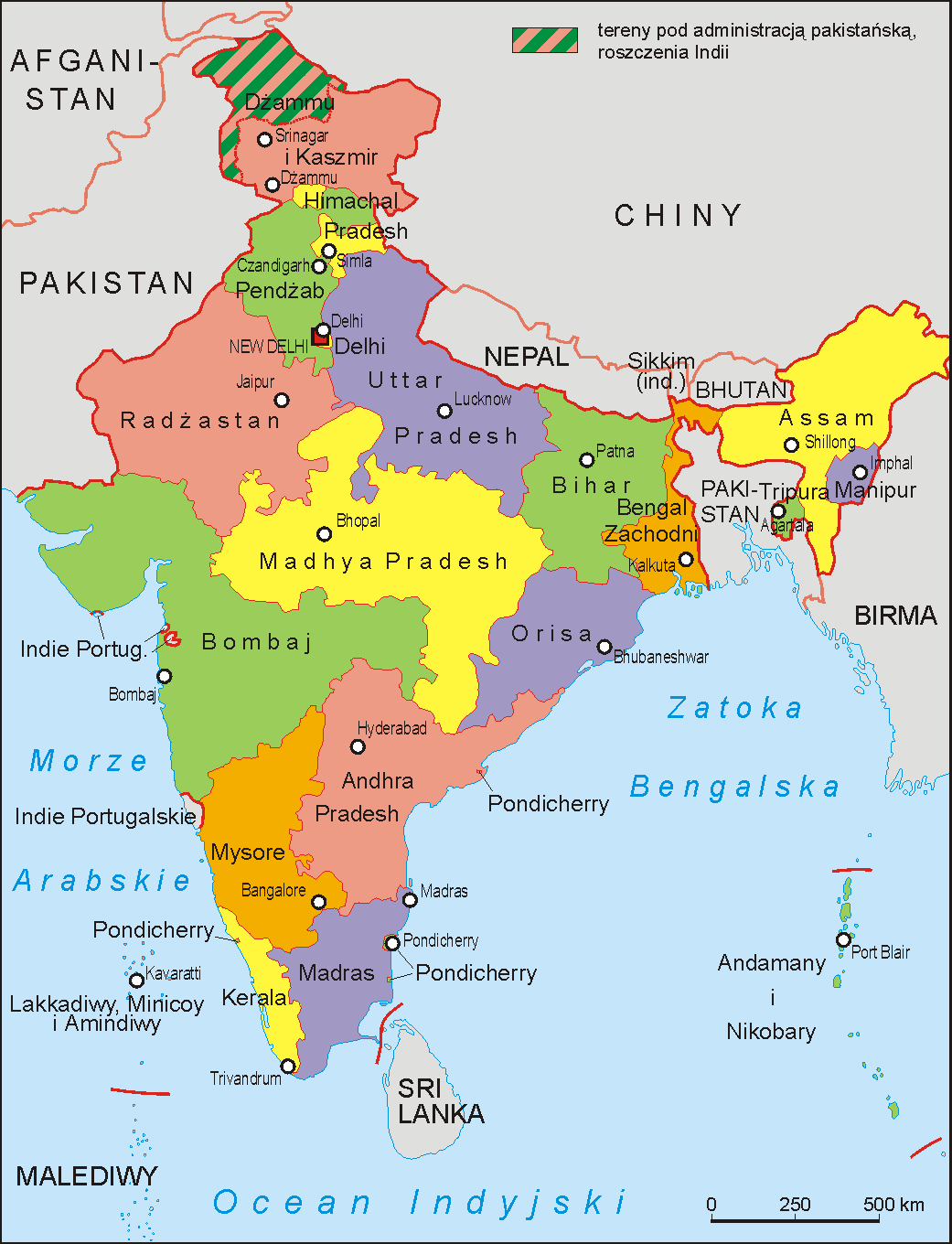
Indie po State Reorganisation Act 1954